# Cerro del Toro
Cerro del Toro – wzgórze o wysokości 195 m n.p.m. w paśmie Sierra de las Ánimas (część Cuchilla Grande) w południowym Urugwaju. Znajduje się w mieście Piriápolis w departamencie Maldonado, nad wybrzeżem Atlantyku.
Na wysokości 100 m n.p.m. znajduje się tu ujście wody źródlanej, która wylewa się z naturalnej wielkości rzeźby byka, Fuente del Toro. Na wzgórze prowadzi z miasta droga Mario Moreno.